# Alfred Osmund
Alfred Gustav Osmund (1. juni 1882 i København – 14. februar 1960) var en dansk skuespiller der medvirkede i et mindre antal stumfilm.
Han er begravet på Mariebjerg Kirkegård i Gentofte.

## Filmografi
- 1916 – Den omstridte Jord (instruktør Holger-Madsen)
- 1917 – Herregaards-Mysteriet (som Godsejer Moe; instruktør Alexander Christian)
- 1917 – Den mystiske Tjener (som Gomez; instruktør A.W. Sandberg)
- 1918 – Himmelskibet (som En Mars-præst instruktør Holger-Madsen)
- 1918 – Slægternes Kamp (som Osieki, krybskytte; instruktør Ernst Dittmer)
- 1918 – Den grønne Bille (instruktør Martinius Nielsen)
- 1924 – Morænen (instruktør A.W. Sandberg)